# Rajd Dolnośląski 1963
7. Rajd Dolnośląski – 7. edycja Rajdu Dolnośląskiego. Był to rajd samochodowy rozgrywany od 17 do 19 maja 1963 roku. Była to druga runda Rajdowych Samochodowych Mistrzostw Polski w roku 1963. Składał się z 3 odcinków specjalnych. Został rozegrany na nawierzchni asfaltowej. Rajd rozegrany został w formie zjazdu gwiaździstego. Zwycięzcą został Ksawery Frank.

## Wyniki końcowe rajdu[1][2]
| Miejsce | Kierowca             | Pilot            | Samochód            | Klasa                |
| ------- | -------------------- | ---------------- | ------------------- | -------------------- |
| 1       | Ksawery Frank        | Robert Mucha     | Volvo 122           | kat. II pow. 850 cm3 |
| 2       | Krzysztof Komornicki | A. Rzeszotarski  | Morris Mini Cooper  | kat. II pow. 850 cm3 |
| 3       | Mieczysław Sochacki  | Zenon Leszczuk   | Škoda Octavia TS    | kat. II pow. 850 cm3 |
| 4       | Jerzy Kuczera        | E. Misiek        | Škoda Octavia Super | kat. I do 1300 cm3   |
| 5       | Jerzy Dobrzański     | Czesław Murawski | BMW 700             | kat. II do 850 cm3   |
| 6       | Eugeniusz Pach       | Jan Pach         | Škoda Octavia Super | kat. I do 1300 cm3   |